# Homo ludens
Homo ludens (lat. hrající si člověk) je pojem popisující člověka, jenž vyvíjí své schopnosti a možnosti prostřednictvím hry. Objevuje své schopnosti a sám se skrze ně vyvíjí. Jeho hravost je založena na svobodě rozhodování a jednání a předpokládá vlastní myšlení. Vyvíjí se také prostřednictvím zkušeností, které připojuje k těm, jež již vlastní.
V evropském prostředí byl prvním, kdo zdůraznil důležitost hry a vyslovil se proti specializaci a mechanizaci naplnění života, už Jan Amos Komenský ve své knize Orbis pictus z roku 1658. Ten také již v roce 1654 sestavil soubor dramat nazvaný Schola ludus (celý název je Schola ludus seu Encyclopaedia viva, hoc est Januae lingvarum praxis scenica, res omnes nomenclatura vestitas et vestiendas sensibus ad vivum repraesentandi artificium exhibens amoenum, česky tedy Škola jako hra neboli Živá encyklopedie, to jest Jevištní ztvárnění Dvéří jazyků, ukazující půvabnou zručnost předvádět smyslům podle živé skutečnosti všechny věci, jež jsou nebo mají být oděny do názvosloví), a pokusil se tak oživit výuku latiny hrou – vystupováním žáků na jevišti.
Podobnou myšlenku pak použil až Friedrich Schiller ve svém spisku Über die ästhetische Erziehung des Menschen. Podle Schillera je hra činností člověka, která jediná je schopná vytvářet lidské schopnosti. Sám Schiller je pak autorem tvrzení, že „člověk je člověkem pouze tam, kde si hraje“.
Podobně kritizuje redukci životního stylu člověka Herbert Marcuse ve své knize Jednorozměrný člověk (Der eindimensionale Mensch, 1964). Kritizuje zde nadvládu „instrumentálního rozumu“ v průmyslové společnosti, která omezuje životní styl a kulturu člověka, který se již nemůže vyvíjet ve své celosti a autonomii sebenaplňování svého života.
Koncept hrajícího si člověka se proslavil dílem Johana Huizingy Homo ludens. Ve své knize se snaží ukázat, že se naše kulturní systémy (politika, věda, náboženství, právo atd.) původně samy vyvinuly z hravého způsobu chování, které se časem pomocí rituálů institucionalizovalo. Ze hry se tak stalo vážné jednání a když se pravidla správně „zaběhla“, není je potřeba již měnit a začínají tak nabývat povahy samotného smyslu a účelu.